# Michele Massimo Tarantini
Michele Massimo Tarantini (Roma, Itália, 7 de Agosto de 1942) é um cineasta italiano.

## Filmografia parcial
- Sette ore di violenza per una soluzione imprevista (1974)
- La professoressa di scienze naturali (1976) (como Michael E. Lemick)
- La poliziotta fa carriera (1976)
- Poliziotti violenti (1976)
- La liceale (1976)
- Napoli si ribella (1977)
- Taxi Girl (1977)
- L'insegnante viene a casa (1978)
- Stringimi forte papà (1978) (como Michael E. Lemick)
- Brillantina rock (1979)
- Tre sotto il lenzuolo (1979)
- La poliziotta della squadra del buon costume (1979)
- La dottoressa ci sta col colonnello (1980)
- Gay Salomé (1980)
- L'insegnante al mare con tutta la classe (1980) (como Michael E. Lemick)
- La moglie in bianco... l'amante al pepe (1980)
- Una moglie, due amici, quattro amanti (1980) (como Michael E. Lemick)
- Crema, cioccolata e pa... prika (1981) (como Michael E. Lemick)
- La dottoressa preferisce i marinai (1981)
- La poliziotta a New York (1981)
- Giovani, belle... probabilmente ricche (1982) (como Michael E. Lemick)
- Sangraal la spada di fuoco (1982) (como Michael E. Lemick)
- Amiche mie (1982)
- Quella peste di Pierina (1982) (como Michael E. Lemick)
- Femmine in fuga (1984) (como Michael E. Lemick)
- Italiani a Rio (1987)
- La via dura (1989) (como Michael E. Lemick)
- Attrazione selvaggia (1991)
- Se lo fai sono guai (2001)
- Il cacciatore di uomini (2009) (como Michael E. Lemick) telefilme